# Ballens
Pronunciação
Ballens é uma comuna suíça no cantão de Vaud, localizado no distrito de Morges.